# Ehrhardt E-V/4
Панцирник Ehrhardt E-V/4 був важким бронеавтомобілем збройних сил Німецької імперії періоду Першої світової війни.

## Історія
Напередодні початку війни німецькі збройні сили не мали на озброєнні панцирних автомобілів на відміну від краї Антанти.  Тому у жовтні 1914 було укладено угоди з фірмами Büssing, Daimler, Ehrhardt на створення проекту бронеавтомобіля.  Внаслідок цього було виготовлено незначні партії панцирників A5P фірми Büssing, Модель 1915 фірмою Daimler та E-V/4 фірмою Heinrich Ehrhardt Automobilewerke AG у Целла-Меліс неподалік Ерфурту.  Останній розробили на базі вантажного автомобіля E-V/4 з катаними панцирними плитами фірми Friedrich Krupp AG.  Їх обмежено застосовували на Західному фронті через початок позиційної війни.  Восени 1916 на румунському фронті їх об'єднали в панцирну групу MG-Zug 1 при кавалерійському корпусі Шметтова.  Відсутність ешелонованої оборони дозволила використати мобільні властивості панцирників, зокрема Ehrhardt E-V/4. Завдяки цьому 1917 було замовлено 12 панцирників під назвою Ehrhardt M 1917. Їх використовували у складі шести груп MG-Züge 2, 3, 4, 5, 6 панцирників до завершення війни. Разом з ними використовували трофейні бельгійські панцерники MINERVA.  Кожна група складалась з двох панцирників Ehrhardt E-V/4 і автомобілів технічної підтримки. Їх використовували на румунському, українському, італійському фронтах, в Ельзасі. Ще 20 панцирників, замовлених 1917 року, завершили після завершення війни, як Erhardt M 1919. Їх використовували добровольчі корпуси Веймарської республіки, у боях з поляками у Сілезії (1919-1921).  Трофейний Ehrhardt M 1917 використовувався у польському війську до 1928 року.

## Конструкція
Панцерник був озброєний 3 і більше кулеметами з поворотною баштою. Високу маневреність і прохідність забезпечували привід на всі колеса, 12-ти ступенева коробка передач (6 переднього і 6 заднього ходу). При обмеженні ваги в 1,75 т його захист складався з 6-9 мм панцирних плит, захисту днища. Модель Ehrhardt M 1917 мала покращений захист, радіостанції, в  Ehrhardt M 1919 панцирні плити гіршої якості.